# قیز میدان
قیز میدان (به لاتین: Qızmeydan، تا ۵ اکتبر ۱۹۹۹ آستراخانکا Astraxanka) یک منطقه مسکونی در جمهوری آذربایجان است که در شهرستان شماخی واقع شده است. قیز میدان ۱۰۹۶ نفر جمعیت دارد.